# Neyruz-sur-Moudon
Neyruz-sur-Moudon is een plaats en voormalige gemeente in het Zwitserse kanton Vaud en maakt sinds 1 januari 2008 deel uit van het district Gros-de-Vaud. Voor 2008 maakte de gemeente deel uit van het toenmalige district Moudon.
Neyruz-sur-Moudon telt 128 inwoners.

## Geschiedenis
Voor 2008 maakte de gemeente deel uit van het toenmalige district Moudon. Op 1 januari 2008 werd de gemeente deel uit van het nieuwe district Gros-de-Vaud.
Op 1 januari 2013 fuseerde de gemeente met de gemeentes Chanéaz van het district Jura-Nord vaudois en Chapelle-sur-Moudon, Correvon, Denezy, Martherenges, Peyres-Possens, Saint-Cierges en Thierrens van het district Gros-de-Vaud tot de nieuwe gemeente Montanaire.